# سكسكو
سكسكو (بالبلغارية: Скалско)‏ قرية تقع إدارياً ضمن مقاطعة غابروفو في بلغاريا. ويبلغ عدد سكانها 84 نسمة حسب تعداد 15 مارس 2015. تعتمد سكسكو للبريد على الرمز البريدي 5386.